# Huachia trilobata
Huachia trilobata är en insektsart som beskrevs av Rauno E. Linnavuori och Delong 1978. Huachia trilobata ingår i släktet Huachia och familjen dvärgstritar. Inga underarter finns listade i Catalogue of Life.